# ヴィヨンの妻 〜桜桃とタンポポ〜
『ヴィヨンの妻 〜桜桃とタンポポ〜』（ヴィヨンのつま おうとうとタンポポ、英：Villon's Wife）は、2009年の日本映画。原作は太宰治の小説『ヴィヨンの妻』。主演は松たか子、浅野忠信。PG-12指定。監督した根岸吉太郎はこの作品で第33回モントリオール世界映画祭で最優秀監督賞を受賞した。
同時期に市川準監督も同原作の映画『ヴィヨンの妻』の製作準備をしていたため、根岸は同じタイトルを避け『桜桃とタンポポ』というタイトルでクランクインした。しかし市川が急逝したため、根岸は市川に敬意を表するとともに制作を見守ってほしいという想いを込め、『ヴィヨンの妻 〜桜桃とタンポポ〜』が最終決定タイトルとなった。

## ストーリー
戦争直後の東京。才能ある小説家・大谷穣治は小料理屋「椿屋」に酒のつけが2万円たまっていた。12月23日頃に大谷は椿屋から五千円を盗んでくる。そこで妻・佐知は、その件を警察沙汰にしない代わりに椿屋で働かせてもらうことにする。佐知はその美貌から椿屋で人気を得るが、大谷はその人気に嫉妬し、客の一人・岡田と佐知の関係に疑念を抱く。大谷は愛人・秋子と心中を図るが未遂に終わる。

## キャスト
- 佐知：松たか子
- 大谷穣治：浅野忠信
- 巳代：室井滋
- 吉蔵：伊武雅刀
- 秋子（大谷の愛人）：広末涼子
- 岡田（酒場の客）：妻夫木聡
- 辻（弁護士）：堤真一
- 交番の巡査：光石研
- 穣治の連れの女：山本未來
- 鈴木卓爾
- 小林麻子
- 刑事：信太昌之
- 佐知を交番に突き出したデパート社員：新井浩文
- 街のパンパン：奥田恵梨華
- 酒場の客：眞島秀和
- 有福正志、山岡一、宇野祥平、中沢青六、水上竜士、中村まこと、田村泰二郎、鈴木晋介、大森立嗣、宮地雅子 ほか

## スタッフ
- 監督：根岸吉太郎
- 原作：太宰治
- 脚本：田中陽造
- 製作者：亀山千広、山田美千代、田島一昌、杉田成道
- プロデューサー：前田久閑、木幡久美、菊地美世志
- エグゼクティブプロデューサー：石原隆、直井里美、酒井彰
- アソシエイトプロデューサー：稲葉直人
- ライン・プロデューサー：宮崎慎也
- 撮影：柴主高秀
- 美術：矢内京子
- 美術監督：種田陽平
- 衣裳：古藤博
- 編集：川島章正
- 音楽：吉松隆
- 音響効果：齋藤昌利
- スクリプター：岩倉みほ子
- ヘアメイク：倉田明美
- 衣裳デザイン：黒澤和子
- 照明：長田達也
- 装飾：鈴村高正
- 録音：柿澤潔
- 助監督：高橋正弥
- フードスタイリスト：飯島奈美
- 製作担当：岩下真司、斎藤健志
- 製作プロダクション：フィルムメイカーズ
- 製作委員会メンバー：フジテレビジョン、パパドゥ、新潮社、日本映画衛星放送

## 受賞
- 第33回モントリオール世界映画祭（2009年）最優秀監督賞（根岸吉太郎）
- 第33回山路ふみ子映画賞・女優賞
- 第34回報知映画賞・主演女優賞
- 第22回日刊スポーツ映画大賞・石原裕次郎賞・主演女優賞
- 第83回キネマ旬報ベスト・テン・主演女優賞
- 第33回日本アカデミー賞最優秀主演女優賞（以上、松たか子）[2]
- 第2回TAMA映画賞 ・最優秀男優賞（堤真一）